# Nils Wikström
Nils Wikström, född 23 december 1813 i Östersund, död 29 november 1883 i Stockholm, var en svensk trävaruhandlare.

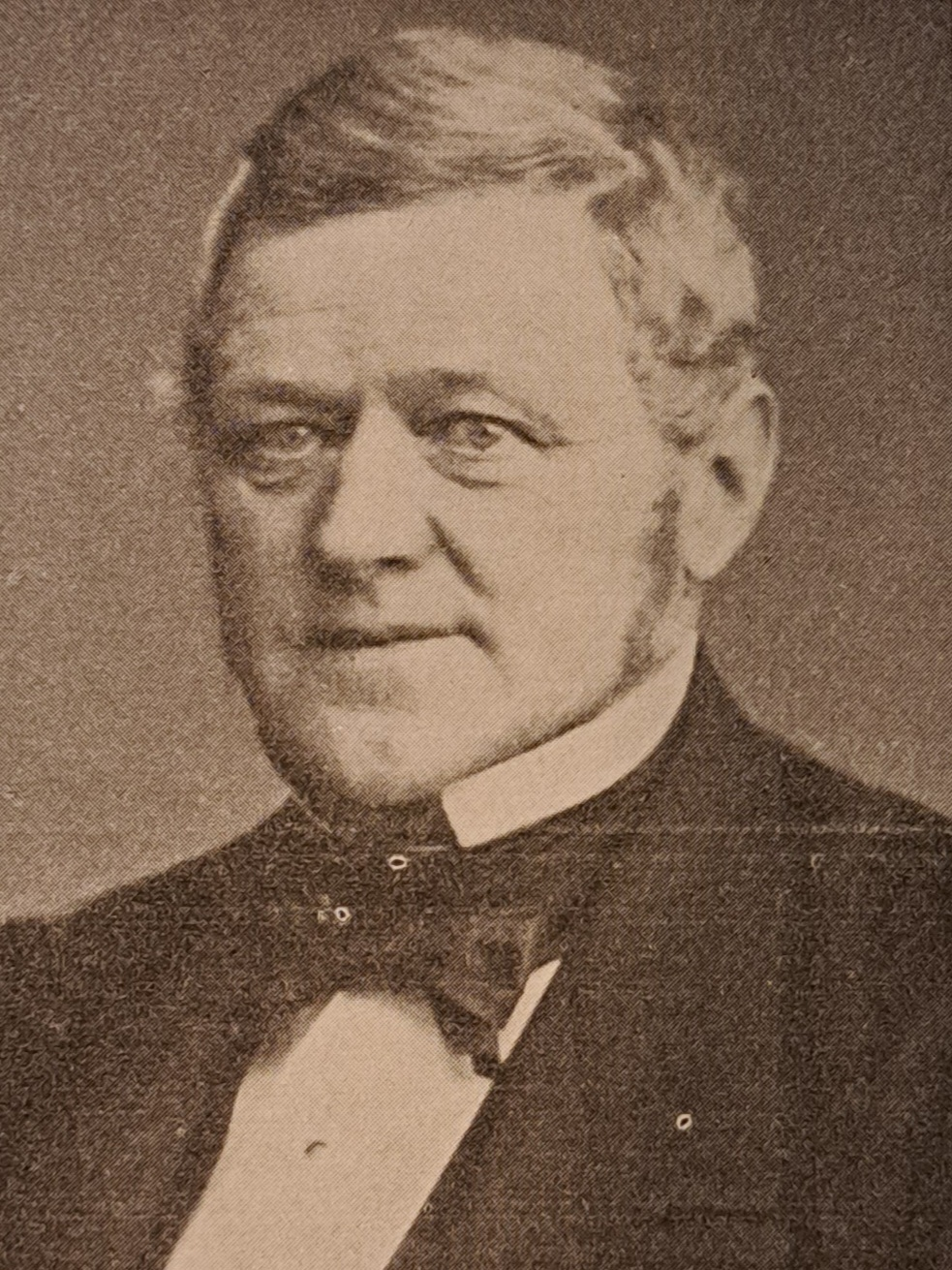
Nils Wikström

Wikström var son till Per Wikström och Katarina Magdalena Sparrman. Efter att ha genomgått Frösö trivialskola kom han i handelslära i Stockholm. År 1832 återvände han till Östersund och var under fem år bokhållare i faderns affär, till han 1837 övertog dennes rörelse, som då omfattade speceri-, järn- och spannmålshandel. Wikström började även ägna sig åt trävaruhandel, vilken han fortsatte i Sundsvall, dit han flyttade 1856. Med tiden blev han en av stadens främsta trävaruexportörer. År 1861 inköpte han Mons ångsåg i Sköns socken och efter hand betydande skogsarealer. Företaget ombildades 1874 till bolag med Wikström som huvuddelägare och ledare. Mons ångsåg utvecklades under 1800-talet till en av Medelpads största trävarufirmor, och Wikström var en av sin tids rikaste män. Wikström arbetade också för flottningsväsendets ordnande i de norrländska älvarna och var en av initiativtagarna till Bogseringsbolaget i Sundsvall. När Ströms Trävaru AB i Härnösandstrakten bildades, var Wikström en av de främsta upphovsmännen och delägarna. 
Wikström var 1863–1866 ledamot av Sundsvalls stadsfullmäktige och deltog på många områden i utvecklingen av stadens ekonomiska liv. I början av 1860-talet verkade han för tillkomsten av Sundsvalls enskilda bank och 1874 medverkade han vid grundandet av AB Sundsvalls handelsbank. Nils Wikström är begravd på Norra begravningsplatsen utanför Stockholm.